# Guillermo Quijandría
Guillermo Quijandría Camacho (Callao, Perú; 20 de marzo de 1947) es un exfutbolista peruano que se desempeñaba como back centro. Era hermano de Israel Quijandría, también exfutbolista.

## Trayectoria
Se inició en el KDT Nacional Sporting Club, para luego pasar por clubes de Lima, el Callao y Piura.

## Clubes
| Club                            | País | Temporada |
| ------------------------------- | ---- | --------- |
| KDT Nacional Sporting Club      | Perú | 1968      |
| Sport Boys Association          | Perú | 1969-1972 |
| Club Centro Deportivo Municipal | Perú | 1973-1974 |
| Club Sporting Cristal           | Perú | 1975-1976 |
| Club Atlético Chalaco           | Perú | 1977      |
| Club Atlético Torino            | Perú | 1978      |
| Club Sport Juventud La Palma    | Perú | 1979-1980 |